# Gianfranco Menegali
Gianfranco Menegali (Roma, 17 giugno 1933 – Trevignano Romano, 1º novembre 2016) è stato un arbitro di calcio italiano.

## Carriera
Dopo aver giocato a calcio a livello agonistico, inizia l'attività di arbitro nel 1958. Il 16 maggio 1971 arriva il debutto in serie A, in occasione della partita Milan-Cagliari: al termine della carriera avrebbe diretto 249 partite tra professionisti, di cui 141 nella massima divisione e 108 in serie B. Tra le "classiche" del campionato arbitrate, si annoverano un derby di Milano, due Juventus-Milan, un derby della Mole e due derby della Lanterna.
Nel 1974 viene nominato direttore di gara internazionale e all'estero avrebbe totalizzato 70 presenze.
Sebbene fosse laureato in Giurisprudenza era di professione agente assicurativo per l'INA Assitalia.
Menegali il 12 ottobre 1975, a un minuto dalla fine di Como-Juventus (si era sul 2-1 per la squadra di casa), fischiò una punizione dal limite a favore dei bianconeri per una bestemmia di Correnti, centrocampista del Como. Il tiro di Causio fu deviato da Fontolan, autorete: finì 2-2.
Il 30 ottobre 1977 fu l'arbitro di Perugia-Juventus, partita durante la quale avvenne la prima morte durante una partita di un giocatore di Serie A, Renato Curi.

## Riconoscimenti
Le principali soddisfazioni Menegali le ottiene a partire dal 1976, quando gli fu cconferito l'ambito "Premio Giovanni Mauro", riconoscimento alla carriera arbitrale.
Nel 1977 è convocato in Tunisia per dirigere in occasione della prima edizione del Campionato mondiale di calcio Under-20 (dove gli viene assegnata la semifinale Uruguay-U.R.S.S.), esperienza poi bissata nell'ottobre 1981 nell'edizione disputata in Australia: arbitra nella fase a gironi la "classica" Argentina - Inghilterra a Sydney (1-1) e a Melbourne il quarto di finale tra Romania e Uruguay (2-1). Nel 1983, all'ultimo anno di attività, è chiamato a dirigere il 30 marzo a Tirana Albania - Germania Ovest (1-2) per le qualificazioni al Campionato Europeo dell'anno successivo  e a maggio la finale di Coppa delle Coppe a Göteborg tra Aberdeen e Real Madrid, con successo della formazione scozzese per 2 a 1 dopo i tempi supplementari.
Nel 1984 scrive e fa pubblicare il libro, scritto a quattro mani con il giornalista Enzo Sasso, "L'arbitro di calcio: manuale tecnico-pratico".
A livello dirigenziale lo si ricorda come vicecommissario C.A.N. C e Commissione Arbitri Interregionale (C.A.I.), presidente del Comitato Regionale Arbitri (C.R.A.) del Lazio e rappresentante A.I.A. presso la giustizia sportiva.